# Day (Floride)
Pour les articles homonymes, voir Day.
Day est une census-designated place du comté de Lafayette, dans l'État de Floride, aux États-Unis,. En 2020, elle compte une population de 89 habitants.